# Park Sung-hoon
Park Sung-hoon (hangul: 박성훈, hanja: 朴成焄, RR: Bak Seonghun, 18 de febrero de 1985) es un actor surcoreano.

## Biografía
Se entrenó en el "Dong-ah Institute of Media and Arts".
Desde marzo del 2017 sale con la actriz surcoreana Ryu Hyun-kyung.
El 5 de agosto de 2022, las agencias de Park Sung Hoon y la actriz Ryu Hyun Kyung confirmaron que habían roto tras 6 años de relación.

## Carrera
Es miembro de la agencia "BH Entertainment".
En el 2014 se unió al elenco recurrente de la serie Three Days donde dio vida al guardia de seguridad Lee Dong-sung, un miembro de "PSS". 
En octubre del 2015 se unió al elenco recurrente de la serie Six Flying Dragons donde interpretó a Gil Yoo, el hijo de Gil Tae-mi/Gil Sun-mi (Park Hyuk-kwon).
En julio del 2017 se unió al elenco recurrente de la serie Distorted (también conocida como "Falsify") donde dio vida a Na Sung-shik, un miembro del equipo "Splash".
En mayo del 2018 se unió al elenco recurrente de la serie Rich Man donde interpretó al inteligente y atractivo programador de "Next In" Cha Do-jin, un hombre que aunque al inicio parece ser narcisista gradualmente comienza a abrirse a las personas.El 29 de agosto del mismo año se unió al elenco de la película High Society donde dio vida a Jason, el hijo del Presidente. El 14 de septiembre del mismo año se unió al elenco del drama especial Review Notebook of My Embarrassing Day donde interpretó a Na Pil-seung, el primer amor de la maestra de matemáticas Do Do-hye (Jeon So-min).El 15 de septiembre del mismo año se unió al elenco principal de la serie My Only One donde dio vida a Jang Go-rae, el hermano mayor de Jang Da-ya (Yoon Jin-yi), hasta el final de la serie el 17 de marzo del 2019.
El 17 de julio del 2019 se unió al elenco principal de la serie Justice donde interpretó a Tak Soo-ho, el vicepresidente del grupo "Jung Jin", hasta el final de la serie el 5 de septiembre del mismo año.El 20 de noviembre del mismo año se unió al elenco principal de la serie Psychopath Diary donde dio vida al peligroso y psicópata asesino en serie Seo In-woo, el director de la compañía de acciones en donde trabaja el tímido Yook Dong-sik (Yoon Shi-yoon), hasta el final de la serie el 9 de enero del 2020.
El 1 de julio del 2020 se unió al elenco principal de la serie Hacia el círculo (también conocida como "The Ballot") donde interpretó a Seo Gong-myung, un atractivo y eficiente funcionario que siempre juega bajo las reglas, cuya personalidad hace que se lleve buen con los demás, hasta el final de la serie el 20 de agosto del mismo año.
El 22 de marzo de 2021 se unió al elenco principal de la serie Joseon Exorcist donde dio vida al Príncipe Yangnyung, el primer hijo del Rey, quien firma un peligroso contrato con el espíritu maligno para proteger a sus seres queridos.Aunque en mayo del mismo año se confirmó que se había unido al elenco de la serie Only One Person donde interpretaría a Jo Si-young, un inspector cínico de la Agencia de Policía Metropolitana de Seúl, en julio del mismo año se anunció que se había retirado del proyecto debido a conflictos de programación.

## Filmografía

### Series de televisión
| Año     | Título                                 | Personaje                  | Notas                     | Ref.          |
| ------- | -------------------------------------- | -------------------------- | ------------------------- | ------------- |
| 2011    | Bachelor's Vegetable Store             | Amigo de Seul Woo          |                           |               |
| 2013    | Good For You                           | Yoo Deok-hwa               |                           |               |
| 2014    | Three Days                             | Lee Dong-sung              |                           |               |
| 2015-16 | Six Flying Dragons                     | Kil Yoo                    |                           |               |
| 2016    | Jealousy Incarnate                     | Secretario Cha             |                           |               |
| 2017    | A Bad Family                           | Maestro de Na-na           | Drama Special, 1 ep.      |               |
| 2017    | Distorted                              | Na Sung-shik               |                           |               |
| 2017    | Mad Dog                                | Ko Jin-cheol               |                           |               |
| 2017-18 | Black Knight: The Man Who Guards Me    | Park Gon                   |                           |               |
| 2018    | Rich Man                               | Cha Do-jin                 | 16 episodios              |               |
| 2018    | Review Notebook of My Embarrassing Day | Na Pil-seung               | Drama Special, 1 ep.      |               |
| 2018-19 | My Only One                            | Jang Go-rae                | 53 episodios              |               |
| 2019    | Justice                                | Tak Soo-ho                 | 32 episodios              |               |
| 2019-20 | Psychopath Diary                       | Seo In-woo                 | 16 episodios              |               |
| 2020    | Hacia el círculo                       | Seo Gong-myung             | 32 episodios              |               |
| 2021    | Joseon Exorcist                        | Príncipe Yangnyung         | 2 episodios               |               |
| 2021    | Dramaworld 2                           | -                          | Aparición especial, ep. 8 |               |
| 2021    | Hee Soo                                | Ko Tae-hoon                | Drama Special, 1 ep.      | [ 22 ] [ 23 ] |
| 2022    | La gloria                              | Jeon Jae-joon              |                           | [ 24 ]        |
| 2023    | Los demás no                           | Eun Jae-won                |                           | [ 25 ] [ 26 ] |
| 2023    | The Kidnapping Day                     | Park Sang-yoon             |                           | [ 27 ] [ 28 ] |
| 2024    | La reina de las lágrimas               | Yoon Eun-sung / David Yoon | 16 episodios              | [ 29 ] [ 30 ] |
| 2024    | El Juego del Calamar 2                 | Cho Hyun-joo (120)         | 6 episodios               |               |

### Películas
| Año  | Título                                | Personaje                   | Notas                                                                                        |
| ---- | ------------------------------------- | --------------------------- | -------------------------------------------------------------------------------------------- |
| 2001 | My Boss, My Hero                      | -                           |                                                                                              |
| 2002 | Resurrection of the Little Match Girl | -                           |                                                                                              |
| 2006 | My Captain, Mr. Underground           | -                           |                                                                                              |
| 2006 | Sunday Seoul                          | -                           | Junto a Go Eun-ah, Lee Chung-ah, Bong Tae-gyu y Park Geon-il                                 |
| 2007 | Seven Days                            | -                           |                                                                                              |
| 2008 | A Frozen Flower                       | Miembro del Gunroyng        | Junto a Jo In-sung, Joo Jin-mo, Song Ji-hyo, Song Joong-ki, Lim Ju-hwan y Shim Ji-ho         |
| 2008 | City of Damnation                     | -                           |                                                                                              |
| 2009 | Insadong Scandal                      | -                           |                                                                                              |
| 2009 | City of Fathers                       | -                           |                                                                                              |
| 2009 | I'm In Trouble!                       | -                           |                                                                                              |
| 2009 | Jeon Woo Chi: The Taoist Wizard       | Jeon Woo-chi                | Junto a Gang Dong-won, Kim Yoon-seok, Im Soo-jung, Yoo Hae-jin, Kim Sang-ho y Joo Jin-mo     |
| 2012 | R2B: Return to Base                   | -                           |                                                                                              |
| 2012 | Juvenile Offender                     | -                           |                                                                                              |
| 2018 | Gonjiam: Haunted Asylum               | Sung Hoon                   | Junto a Wi Ha-joon, Park Ji-hyun, Oh Ah-yeon, Moon Ye-won y Yoo Je-yoon                      |
| 2018 | High Society                          | Jason                       | Junto a Park Hae-il, Soo Ae, Lee Jin-wook, Ra Mi-ran, Yoon Je-moon, Kim Kang-woo y Nam Ki-ae |
| 2019 | Forbidden Dream                       | Príncipe Heredero Lee Hyang | Junto a Shin Goo, Heo Joon-ho, Kim Won-hae, Kim Tae-woo, Im Won-hee y Oh Kwang-rok           |

### Programas de variedades

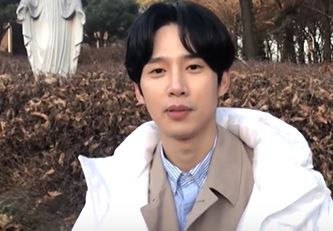
Park Sung-hoon en el 2019.

| Año  | Título                    | Función  | Notas   |
| ---- | ------------------------- | -------- | ------- |
| 2019 | Happy Together Season 4   | Invitado | Ep. 22  |
| 2019 | Let's Eat Dinner Together | Invitado | Ep. 125 |

### Teatro
| Año               | Título           | Notas |
| ----------------- | ---------------- | ----- |
| 2010, 2011 - 2012 | Cats on the Roof |       |
| 2011              | Paradiso Story   |       |
| 2013              | Students         |       |
| 2013              | History Boys     |       |
| 2016              | Almost Maine     |       |

## Premios y nominaciones
| Año  | Premio                   | Categoría                                   | Trabajo                                | Resultado |
| ---- | ------------------------ | ------------------------------------------- | -------------------------------------- | --------- |
| 2018 | KBS Drama Award          | Best New Actor                              | Black Knight: The Man Who Guards Me    | Ganó      |
| 2018 | KBS Drama Award          | Best New Actor                              | My Only One                            | Ganó      |
| 2019 | KBS Drama Award          | Best Actor in a One-Act/Special/Short Drama | Review Notebook of My Embarrassing Day | Nominado  |
| 2019 | 55th Baeksang Arts Award | Best New Actor (Television)                 | My Only One                            | Nominado  |
| 2020 | 34th KBS Drama Award     | Best Couple Award (junto a Nana)            | Hacia el círculo                       | Ganaron   |
| 2020 | 34th KBS Drama Award     | Excellence Award – Actor in a Miniseries    | Hacia el círculo                       | Ganó      |
| 2021 | KBS Drama Award          | Best Actor in Drama Special/TV Cinema       | Hee Soo                                | Ganó      |